# 京都刑務所

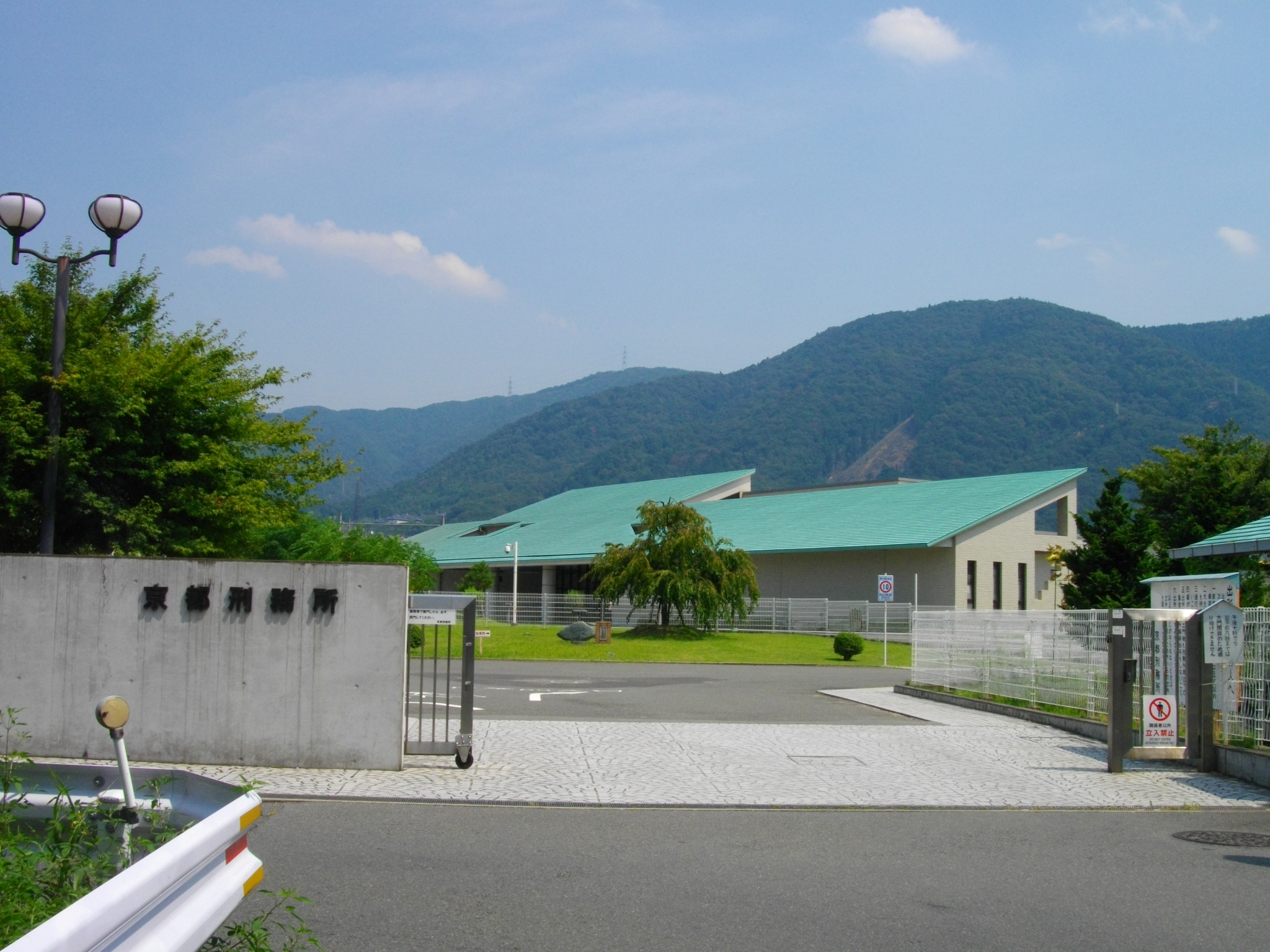
京都刑務所

京都刑務所（きょうとけいむしょ）は、法務省矯正局の大阪矯正管区に属する刑務所。通称「京刑（きょうけい）」。
下部機関として舞鶴拘置支所、ならびに2022年に廃庁となった滋賀刑務所の未決区を引き継いだ滋賀拘置支所を持つ。

## 所在地
- 〒607-8144 京都府京都市山科区東野井ノ上町20
  - 京都市営地下鉄 東西線 椥辻駅または東野駅下車
  - JR西日本 東海道本線 山科駅から、京阪バス乗車で「八反畑（はったんばた）」下車
    - 八反畑停留所へは、四条河原町・三条京阪・醍醐・六地蔵からも直行便あり。

## 収容分類級
- B,F級

## 収容定員
- 1,477人

## 歴史
京都刑務所は、明治2年（1869年）3月15日に、京都御池神泉苑町入小浜藩邸に「京都府徒刑場」として開設されたのが始まりで、大正11年（1922年）11月13日に、それまでの「監獄」から「刑務所」に名が改められ、その頃から山科（当時は山科村）への移転の動きが始まった。
大正12年（1923年）12月1日からは、受刑者の出役により山科（村）椥辻・東野の地に「仮収容所」の着手が始まる。翌年の大正13年（1924年）8月9日には、買収地内の建物等の補償交渉も成立。昭和2年（1927年）1月19日には、京都刑務所の所在地が「京都府宇治郡山科村」となり、その後も、建設工事は進められ、昭和6年（1931年）3月28日に「京都刑務所移転建築工事」竣工式がとり行われた。ここに、現在に続く、新しい「京都刑務所」が完成した。
第二次世界大戦末期の1945年（昭和20年）3月10日には、受刑者による大江山採鉱隊が結成され、構外作業として300人が大江山鉱山の鉱業所に出勤した。

## 沿革
- 明治2年（1869年） - 「徒刑場」を六角牢屋敷（二条城の南、六角通大宮西入）に開設
- 明治3年（1870年） - 京都所司代邸跡地（二条城の西，現在の京都市上京区主税町付近）に移転
- 明治14年（1881年） - 徒刑場を「京都府監獄署」と呼称
- 明治36年（1903年）4月 - 京都府から国に移管され「京都監獄」と改称
- 大正11年（1922年）10月 - 「京都刑務所」と改称。宮津監獄を京都刑務所宮津支所（1970年廃止）と改称[2]。
- 昭和2年（1927年）1月 - 現在地（京都市山科区東野）に移転
- 昭和3年（1928年） - （昭和）天皇大礼記念京都博覧会の際、旧刑務所跡地がその西会場として活用された。

## 組織
所長の下に4部を持つ4部制施設である。
- 総務部（庶務課、会計課、用度課）
- 処遇部（処遇担当、作業担当）
- 分類教育部（教育担当、考査担当、審査保護担当）
- 医務部（保健課、医務課）

## 外観・設備
- 敷地総面積　107,035㎡

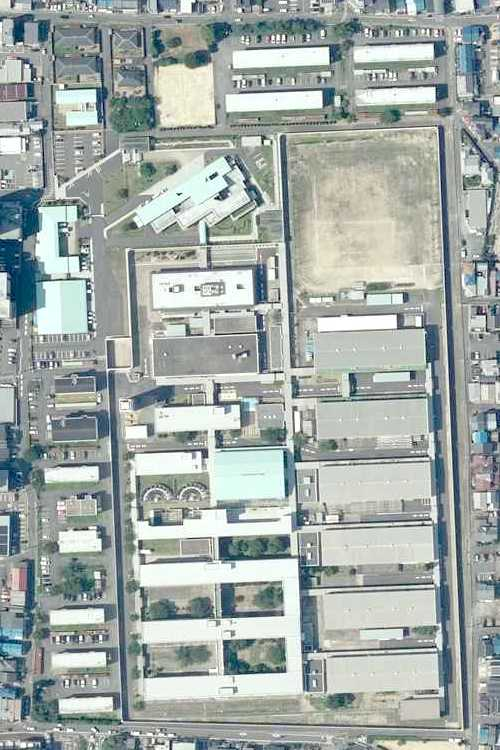
航空写真（2020年）

- 平成13年（2001年）, 改築工事が終了

## 移転の議論
京都刑務所の完成から相当年が経過し周辺地域も完成当初から様変わりしている事から、刑務所を移転し、その広大な土地を地域発展に活用しようとする動きがある。京都市は国に移転を要望している。法務省は移転に前向きな意向を示したが、移転費用や移転先の住民の反応、土地に誘致する施設など、課題が残っている。

## 事件・不祥事など
- 同刑務所は、2006年から2009年にかけ、収容されていた男性受刑者に宛てて届けられた手紙などを紛失した。このため、男性受刑者は、手紙のほか数珠も紛失されたとして、出所後の2010年4月に同刑務所を相手取り、京都簡裁に約80万円の支払いを求め訴えを起こした。
  - その過程で、2010年3月に、当時の領置係長（その後定年退職）が、男性の出所時に、現金1万円入りの祝儀袋を渡していたことが発覚し、「口止め目的ではないか」と疑われている[5]。
- 同刑務所の処遇部に所属していた男性刑務官2人が、2009年5月から7月にかけ、受刑者の食事の余り物である竜田揚げなどを盗み食いしていたとして、2011年3月に減給処分となった[6]。
- 同刑務所の法務事務官の32歳の男性看守が、2019年3月に、受刑者らに対し熱湯を頭にかけて火傷を負わせたり、水を入れた容器を首にかけて土下座や踊りなどを強要するなどしたとして、同刑務所は同年7月26日付で特別公務員職権濫用等致傷容疑で京都地方検察庁に書類送検すると共に、懲戒免職処分とした。「甘く見られたくなかった」などと話している模様である[7]。